# Cyrillus Johansson

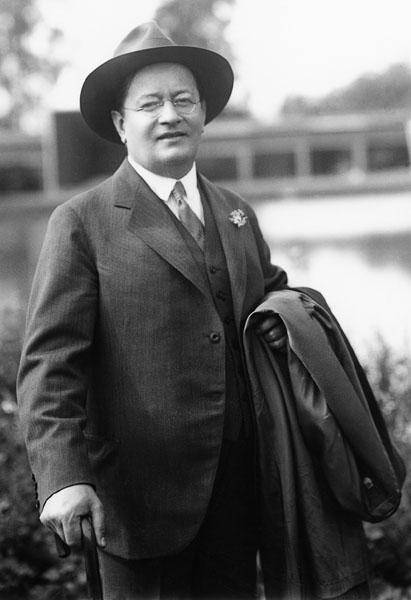
Cyrillus Johansson 1929

Laurentius Cyrillus Johansson, nacido el 9 de julio de 1884 en Gävle, fallecido el 20 de mayo de 1959 en Lidingö, fue un prestigioso arquitecto sueco. Su hija fue la diseñadora de interiores Ann-Marie Lagercrantz.

## Biografía

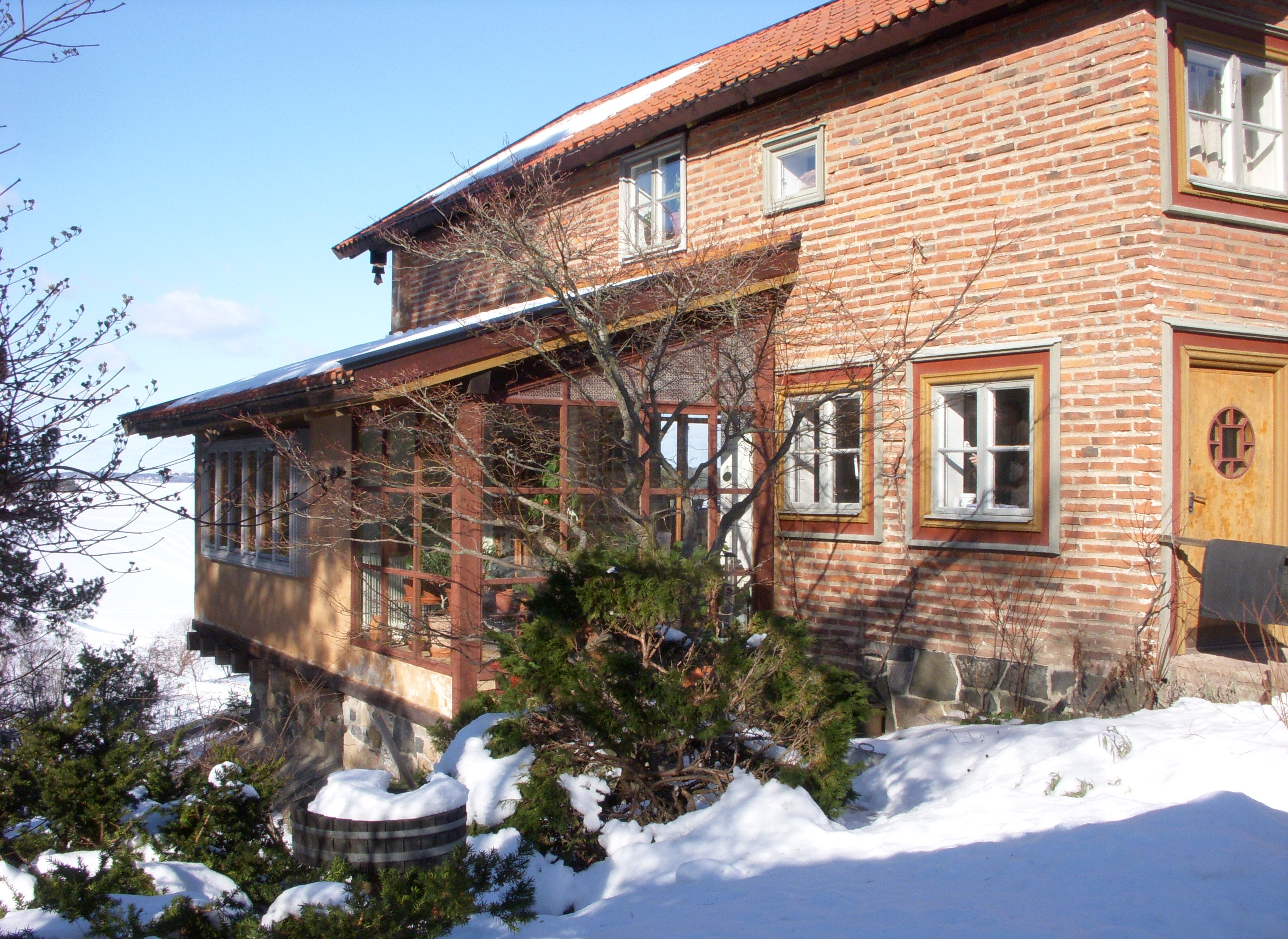
La propia residencia de Cyrillus Johansson "Villa Arken" en Lidingö.

Cyrillus Johansson estudió y se graduó en el Instituto Tecnológico Chalmers de Gotemburgo en 1905 y continuó estudios en la Academia de Arte de Estocolmo donde se diplomó tres años más tarde. Luego abrió su estudio de arquitectura y al mismo tiempo enseñó planificación urbana en la Academia de las Artes. Se dedicó a la construcción urbana y a cuestiones de planificación urbanística, y entre 1917 y 1940 trabajó como arquitecto urbano en las ciudades de Södertälje, Ludvika, Linköping y Vaxholm.
Johansson siguió desde el principio el estilo de la arquitectura de ladrillo característica del norte de Alemania de principios del siglo XX y mantuvo este estilo hasta los años 50, distanciándose así del clasicismo de los años veinte y del funcionalismo posterior. La arquitectura de ladrillo se inspiró más tarde en el llamado expresionismo de ladrillo alemán y holandés de la década de 1920 y a menudo exhibe elementos chinos como los techos curvos. Esto incluye obras como la Torre del Agua en Vaxholm (1923), la feria de Forsbacka Jernverk Forsbacka Wärdshus de 1919, donde incluye pequeñas ventanas de listones y el techo de pagoda, el Centrumhuset en Estocolmo en la esquina de Sveavägen - Kungsgatan (1929 –1931), así como la Villa Wikström y la Villa Bonde (ambas de 1924), dos de las villas de Diplomatstaden en Estocolmo, pero también el Museo Värmlands (1926-1928) en Karlstad, que con su techo curvo de pagoda recuerda la arquitectura china. Otro ejemplo de ello es la casa de ladrillo rojo del monopolio del tabaco en el islote de Hultman junto a Gullbergskajen en Gotemburgo. El edificio fue construido en 1928-29 en estilo chino con un techo de cobre. 
El trabajo de Johansson también incluye proyectos industriales como el Årstabron (1923-1924) en Estocolmo y el almacén principal de Vin & Spritcentralen (1920) en Estocolmo. Además, se especializó también en edificios religiosos como la iglesia de Björneborgs en Värmland, la capilla Nikkaluokta en las afueras de Kiruna y la iglesia de Essinge en Estocolmo (1959), que fue su última obra terminada. Por otra parte Johansson también fue el arquitecto de gran parte de la comunidad industrial de Sörforsa en Hälsingland, de la que se conservan algunos edificios, así como la sede de Fagersta Bruks AB, las viviendas para trabajadores en Mackmyra y Hofors, así como las oficinas y viviendas para trabajadores en Svanö, Sandviken, Bollstabruk, Utansjö y Forsse en Ångermanland y la escuela de la iglesia de Järbo en Gästrikland (1927).
Cyrillus Johansson fue el arquitecto municipal de la ciudad de Ludvika entre 1931 y 1941. Como tal, también diseñó algunos edificios en la ciudad, entre ellos el ayuntamiento de Ludvika (terminado en 1934), el edificio comercial y residencial de la calle Storgatan 30 (terminado en 1936), el Sagahuset (terminado en 1939) y la estación de tren de Ludvika (terminada en 1939).. También presentó una propuesta para un paso a nivel entre el ferrocarril y Grangärdevägen en Ludvika bruk / Hammarbacken, que no se hizo realidad.
En los años 1926-1936 diseñó su propia residencia, Villa Arken, en el norte de Lidingö. En 1926, Johansson adquirió el terreno en la ladera con vistas al Askrikefjärden. Al principio construyó una casa de vacaciones en 1930, que en 1936 amplió hasta convertirla en su residencia permanente en una mezcla de romanticismo nacional y clasicismo de los años veinte. La villa consta de diferentes cuerpos constructivos con tratamiento de fachada en ladrillo rojo y yeso beige. Diseñó su jardín con mucho cuidado, viendo el camino desde la puerta hasta la casa como una metáfora del viaje de la vida. Está enterrado en el cementerio de Lidingö.

## Selección de obras

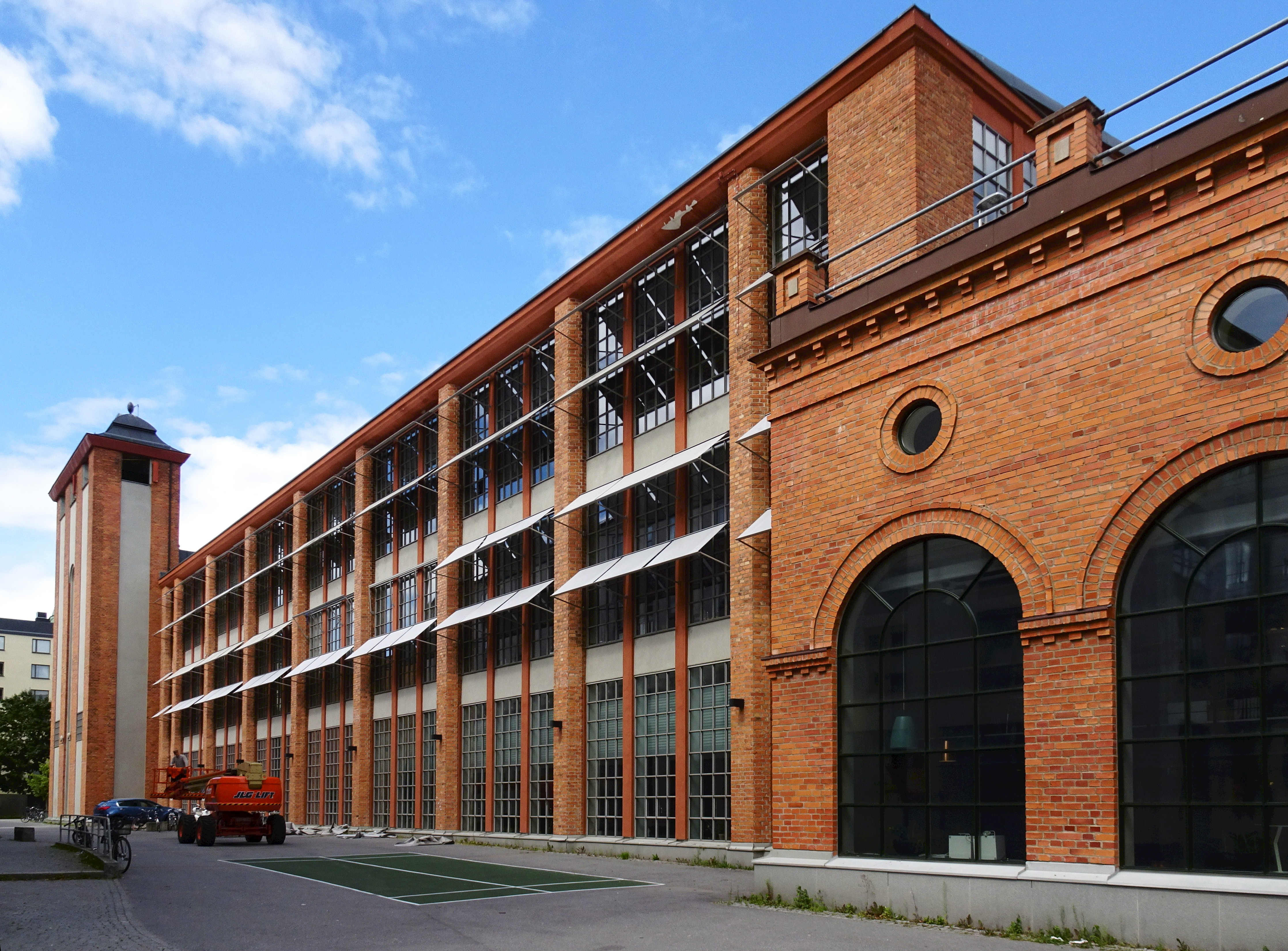
Estocolmo Bomullsspinneri-och Väfveri AB, 1917
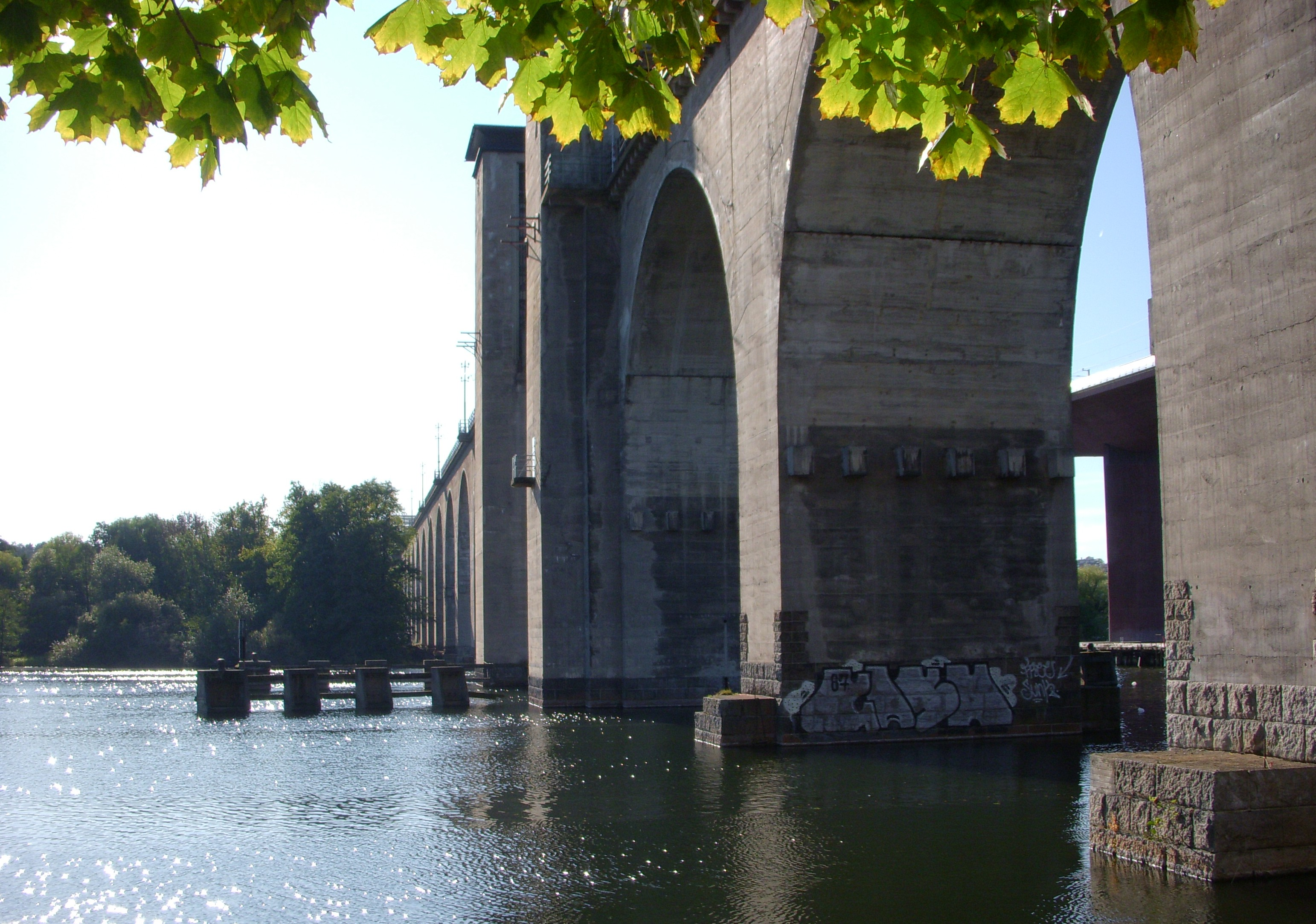
Puente de Årsta, Estocolmo, 1924
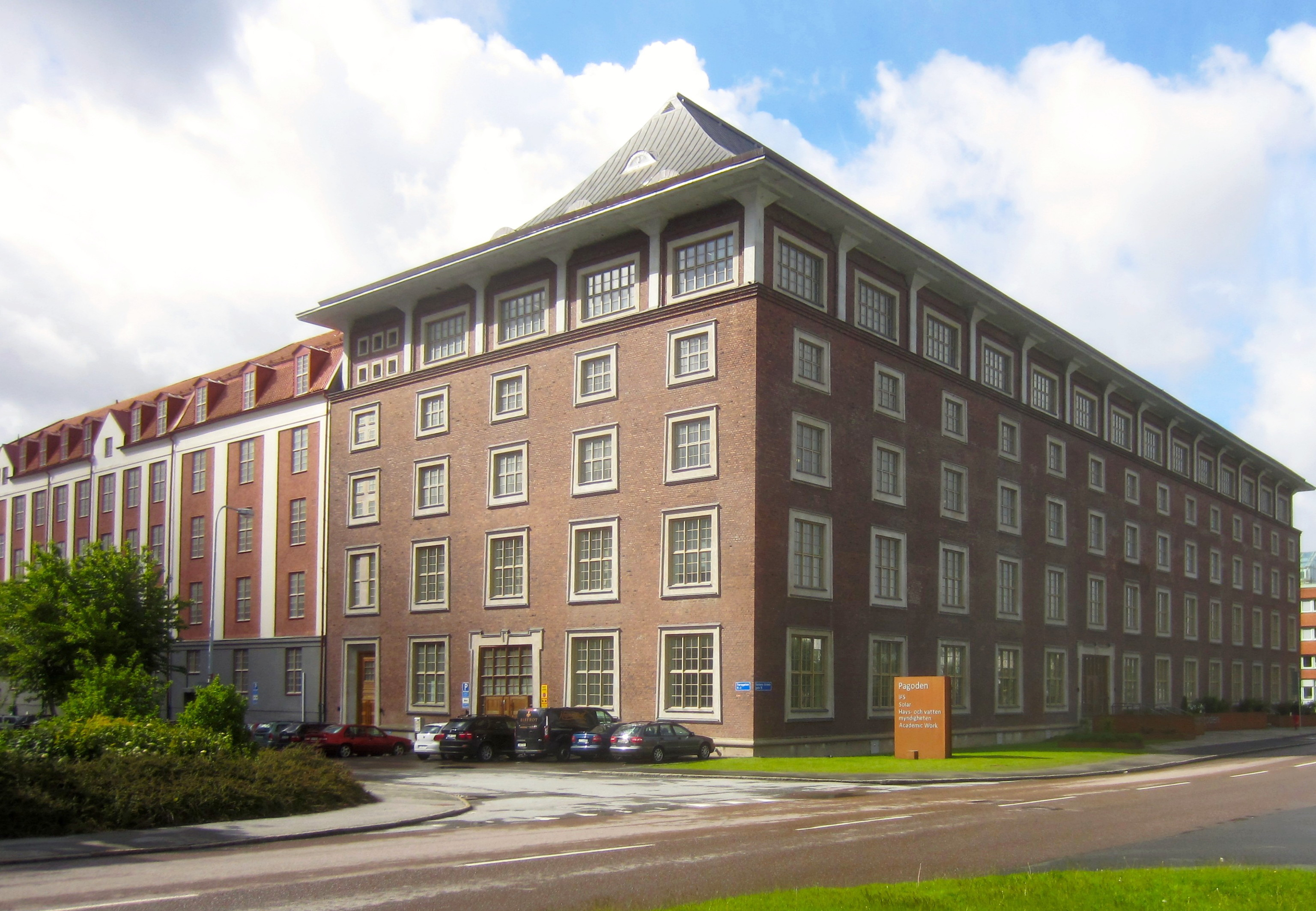
La casa del monopolio del tabaco.a Gullbergs Strandgata, Gotemburgo, 1928-29
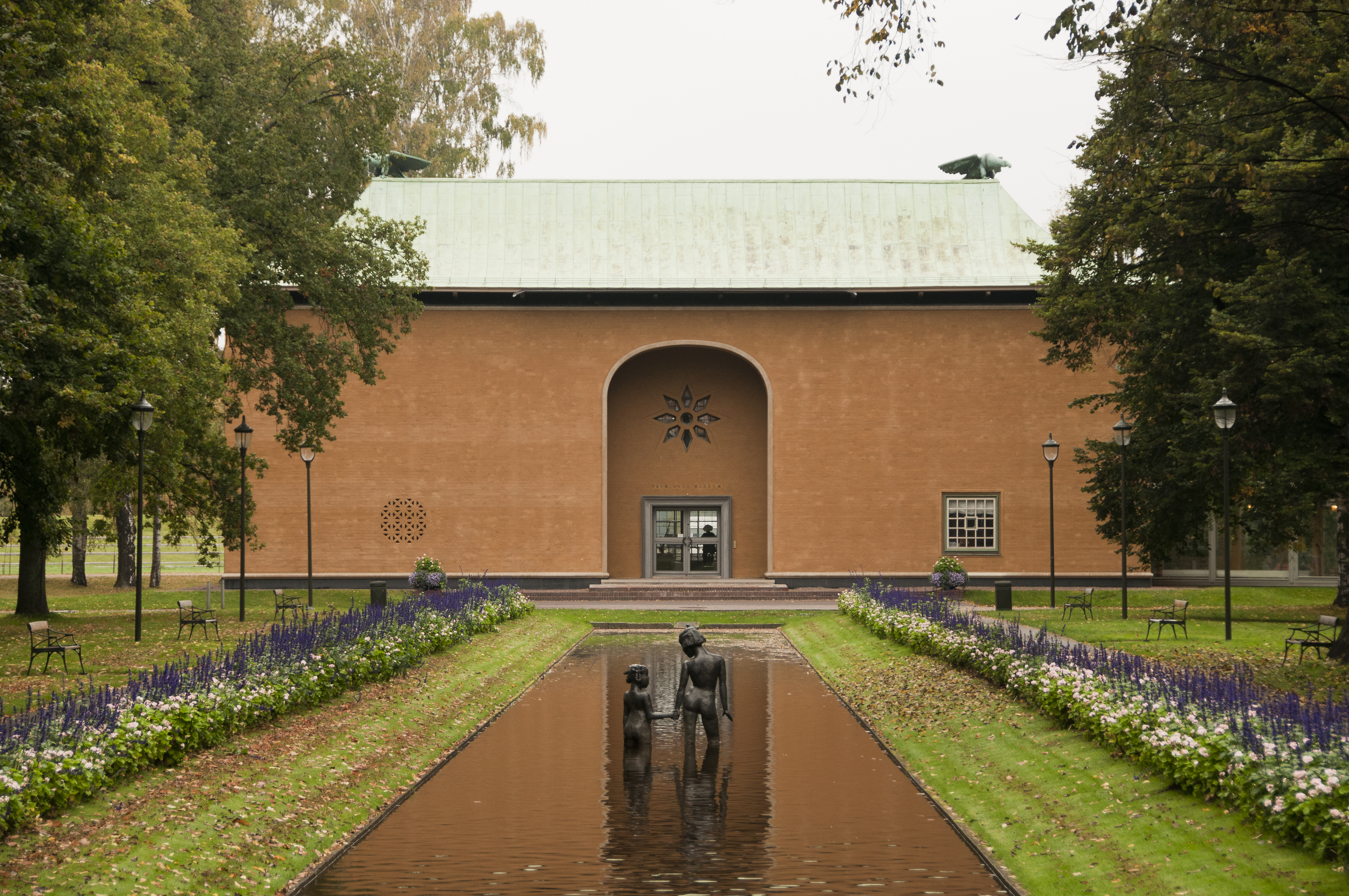
Museo de Värmland, Karlstad, 1929
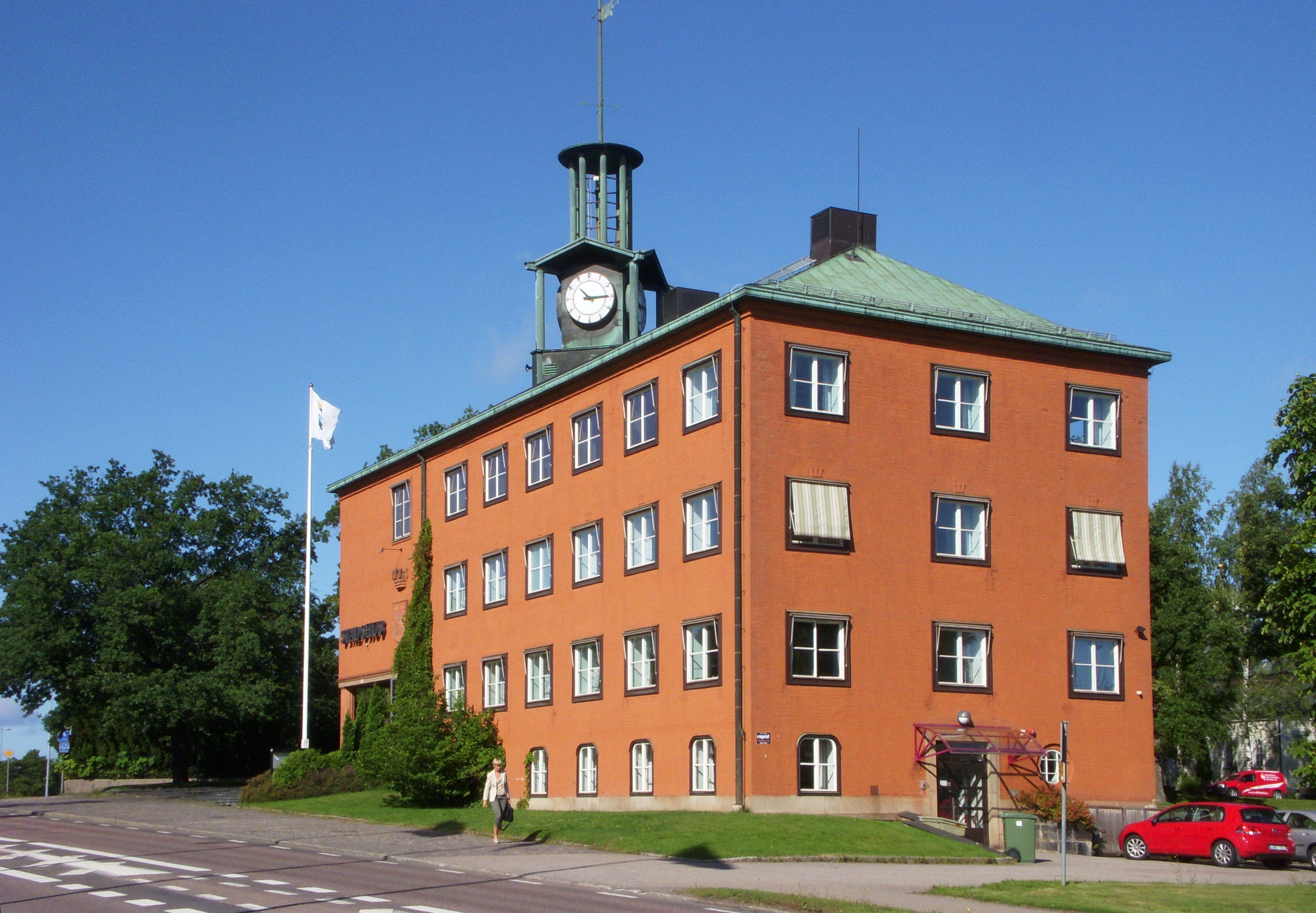
Ayuntamiento de Ludvika, 1934
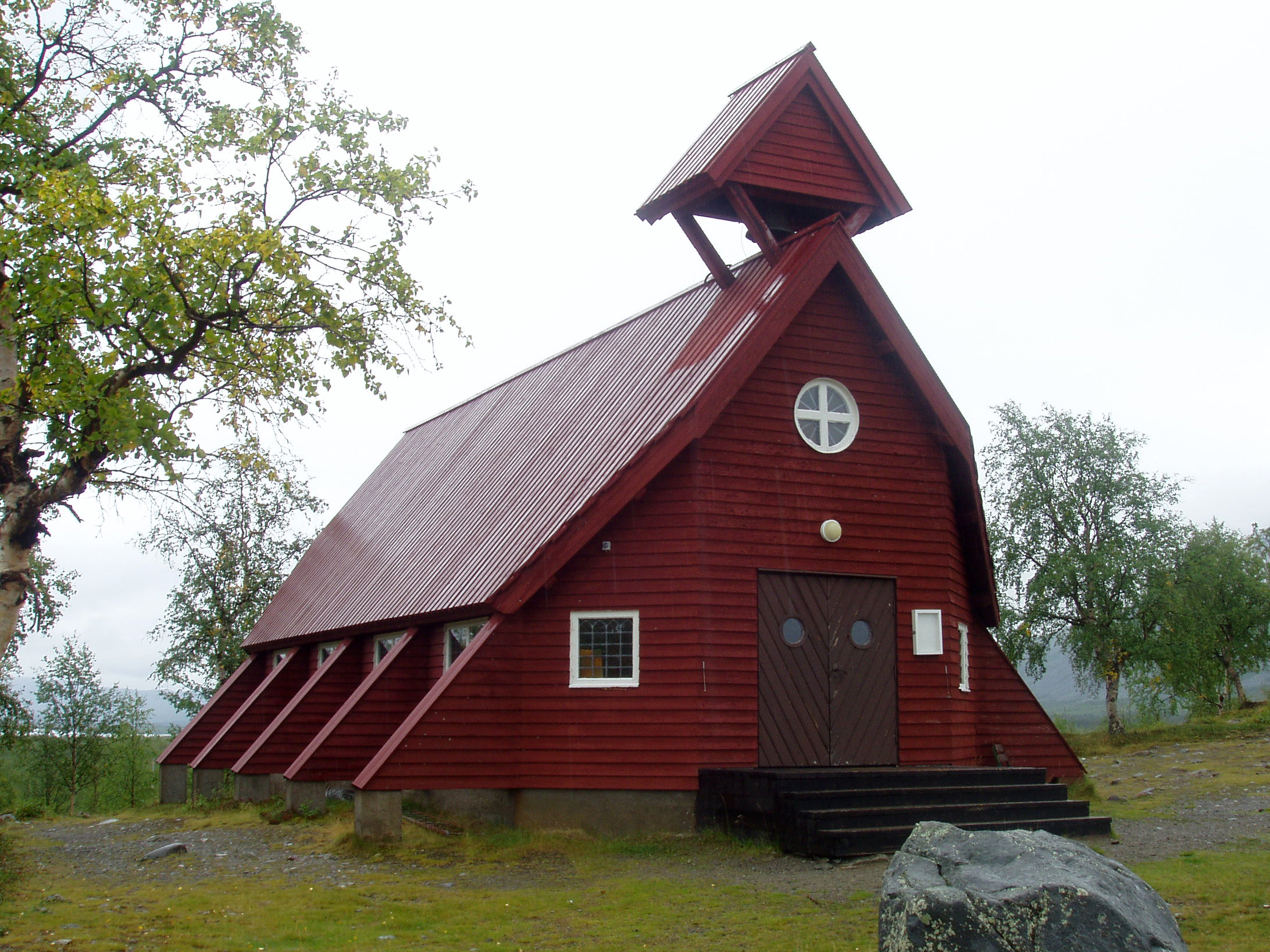
Capilla Nikkaluokta, 1942

## Obras en Estocolmo (selección)[5]
| Edificio | Situación                                                          | Año     |
| -------- | ------------------------------------------------------------------ | ------- |
|          | Dag Hammarskjölds väg 20                                           | 1925    |
|          | Dag Hammarskjölds väg 22                                           | 1925    |
|          | Nackagatan 10–12                                                   | 1917    |
|          | Essinge kyrkväg 13                                                 | 1959    |
|          | Bragevägen 10                                                      | 1915–16 |
|          | Nynäsvägen 307–315                                                 | 1915    |
|          | Eriksbergsgatan 26                                                 | 1923–24 |
|          | Sankt Eriksgatan 79, Sankt Eriksplan 8                             | 1913–15 |
|          | Sankt Eriksplan 4                                                  | 1913–16 |
|          | Sankt Eriksgatan 80. Sankt Eriksplan 6 A. B                        | 1913–15 |
|          | Skeppargatan 49, Nybergsgatan 6                                    | 1918–19 |
|          | Arbetargatan 21, Sankt Göransgatan 88                              | 1927–29 |
|          | Kammakargatan 14                                                   | 1931–32 |
|          | Igeldammsgatan 22, Svarvargatan 7                                  | 1917–25 |
|          | Karlbergsvägen 73                                                  | 1909–10 |
|          | Karlbergsvägen 71 A, B                                             | 1912–14 |
|          | Skeppargatan 84                                                    | 1922–25 |
|          | John Ericssonsgatan 13                                             | 1935    |
|          | Ölandsgatan 43,45 /Götgatan 93                                     | 1925–26 |
|          | Tysta Gatan 9                                                      | 1921–23 |
|          | Eriksbergsgatan 6, Iversonsgatan 2                                 | 1926–27 |
|          | Kungsgatan 32–36, Sveavägen 30, Malmskillnadsgatan 39              | 1929–31 |
|          | Valhallavägen 143–145                                              | 1932    |
|          | John Ericssonsgatan 14                                             | 1934    |
|          | Nybrogatan 11, Riddargatan 7                                       | 1912    |
|          | Bragevägen 2, Engelbrekts Kyrkogata 5                              | 1915–16 |
|          | Luntmakargatan 78, Rehnsgatan 17                                   | 1914–16 |
|          | Styckjunkargatan 7                                                 | 1913–17 |
|          | Sankt Eriksgatan 119–125, Norra Stationsgatan 55–57, Dalagatan 100 | 1920–24 |
|          | Hötorget 13, Kungsgatan 47, Drottninggatan 72–76                   | 1915–17 |
|          | Banérgatan 62                                                      | 1947    |
|          | Karlbergsvägen 68                                                  | 1930–31 |
|          | Karlbergsvägen 68 A, B                                             | 1930–31 |
|          | Norr Mälarstrand 26, Jakob Westinsgatan 2                          | 1923–24 |
|          | Biblioteksgatan 11                                                 | 1924–25 |
|          | Torsgatan 56                                                       | 1919–21 |